# Piqué (cognom)
Piqué és un cognom d'origen basc.
Segons indiquen la majoria de tractadistes, les més antigues famílies d'aquest cognom van ser originàries de Biscaia, des d'on van passar a Aragó, Catalunya i València.
La constància documental de la presència d'aquest cognom en terres d'Aragó, es remunta a mitjan segle xvi.
D'una casa que hi va haver del cognom en el lloc de Villarluengo (Terol), va baixar l'any 1583 el religiós Valer Pique. Va professar en la Companyia de Jesús, on es va distingir pels seus mèrits i virtuts, adquirint fama de notable orador. A principis de segle xviii i documentat a la població de Fornoles (Terol), trobem el metge i filòsof Andreu Piquer, el qual va ser nomenat com a metge de cambra pel rei Ferran VI. Etimològicament, segons recull Francesc de Borja Moll, aquest cognom deriva del substantiu piquer, "soldat que servia a l'exèrcit amb la pica." Armes: Segons es recull en l'obra "Diccionari de Heràldica Aragonesa", uns Piquer aragonesos, documentats en àries poblacions d'ençà el segle xvii, van usar: Escut partit en pal: 1r. En camp d'or, un roure de sinople i un llop de sabre empinat al seu tronc; 2n, en camp d'or, tres faixes de sinople.

## Cognom Piqué
- Gerard Piqué
- Josep Piqué i Camps